# Палестинская национальная администрация на летних Олимпийских играх 1996
Палестинская национальная администрация (ПНА) / частично признанное Государство Палестина принимала участие в Летних Олимпийских играх 1996 года в Атланте (США) в первый раз за свою историю, но не завоевала ни одной медали. Палестину представлял 1 спортсмен, принявший участие в состязаниях по лёгкой атлетике. Знаменоносцем был Маед Абу Марахил, 32 года.

## Лёгкая атлетика
| Спортсмен        | Дисциплина           | Результат | Позиция |
| ---------------- | -------------------- | --------- | ------- |
| Маед Абу Марахил | бег на 10 000 метров | 34:40.5   | 21      |